# Batarang
El Batarang es un arma arrojadiza con forma de murciélago utilizada por el superhéroe de DC Comics, Batman. El nombre es un acrónimo de murciélago y boomerang, y originalmente se deletreaba Bati-búmeran. Aunque llevan el nombre de los bumeranes, los batarangs se parecen más a los shuriken en interpretaciones recientes. Desde entonces se han convertido en un elemento básico del arsenal de Batman, apareciendo en todas las principales adaptaciones televisivas y cinematográficas de Batman hasta la fecha. Las interpretaciones recientes del Caballero de la noche encuentran una motivación adicional para usar el batarang como un ataque a distancia (alternativa a las armas de fuego, que rechaza rotundamente debido a las circunstancias del asesinato de sus padres, excepto en determinadas circunstancias) y se utiliza principalmente para arrancar armas de la mano de un agresor.
Un accesorio de Batarang de la película Batman y Robin de 1997 ha sido donado al Instituto Smithsoniano y está en la colección de entretenimiento del Museo Nacional de Historia Estadounidense.

## Descripción
Tiene forma de murciélago para definir la personalidad del héroe enmascarado. En la mayoría de los cómics sirve para noquear a los rivales de Batman aunque hay veces que lo usa para romper cuerdas, derribar objetos pequeños, etc. Hay una variedad especial del batarang más pequeña que contiene un tranquilizante. Además cabe destacar que muchas de las variedades sirven para facilitarle el trabajo al hombre murciélago, un ejemplo de ello es el batarang explosivo o el batarang sónico que emana un ruido que aturde a los criminales.

## Historia
Batarangs apareció por primera vez en Detective Comics # 31 (septiembre de 1939), en la historia "Batman Versus the Vampire". Batman lanzó el primer batarang al Monje y falló, pero más adelante en la historia, el batarang lo ayudó a derribar una lámpara de araña y escapar de la trampa del villano.
Las primeras representaciones eran de bumeranes de metal festoneados que se usaban para atacar a los oponentes, que rápidamente regresaban al lanzador. Sin embargo, las variaciones de los batarangs incluyen aquellos que se pueden plegar para caber en el Cinturón de herramientas de Batman, los que pueden cargarse explosivamente, los que se pueden controlar a distancia y los que están electrificados.
El uso del batarang ha estado en constante desarrollo desde sus primeras apariciones. En 1946, Batman y Robin desarrollaron una "pistola batarang", y luego una "pistola batarang" más ligera en 1947. Una historia de 1957 llamada "¡Los 100 Batarangs de Batman!" (Detective Comics # 244, junio de 1957) detalló el batarang magnético, el batarang del ojo visor, el batarang de la bombilla de destello, el batarang de la bomba, el batarang de cuerda, el batarang de silbato de la policía y el misterioso Batarang X, entre otros. Ese número también incluía una "historia de origen" para el batarang, que le fue entregada a Batman por un artista de circo australiano llamado Lee Collins.
Después de Crisis on Infinite Earths de 1985-1986, Batman desarrolló batarangs más pequeños con bordes afilados que podían desarmar a los criminales. Según The Essential Batman Encyclopedia, "Las versiones más utilizadas del Batarang incluían unas con bordes microdentados; una versión de impacto fuerte para criminales aturdidos; una de control remoto vinculada a su cinturón de herramientas; y un modelo con bordes aerodinámicos con una peonza".
Una pistola de agarre similar a un rifle apareció por primera vez en The Dark Knight Returns # 1 de Frank Miller. Sin embargo, la versión manual ahora estándar de la pistola de agarre de Batman apareció por primera vez en la película de Batman de 1989. Gradualmente reemplazó al batarang y una cuerda en los cómics después de que el artista Norm Breyfogle introdujera una pistola de agarre en Batman # 458 en enero de 1991. Esa herramienta se convirtió en el estándar en las siguientes series animadas, cómics, películas y videojuegos como Batman: Arkham Asylum y en Batman: Arkham City se introdujo una versión más avanzada llamada Grapnel que podría usarse para lanzar a Batman al aire para que se deslice usando energía cinética.
Un accesorio de Batarang de la película Batman y Robin de 1997 ha sido donado al Instituto Smithsoniano y está en la colección de entretenimiento del Museo Nacional de Historia Estadounidense. Fue donado por el presidente del estudio de Warner Bros. Barry Meyer en 2013, junto con otros accesorios cinematográficos famosos, incluido un boleto dorado de Charlie y la fábrica de chocolate de 2005 y modelos de la película de 1995 Gremlins 2: la nueva generación.

### Otros personajes y versiones
Batgirl también usa batarangs. Nightwing, un ex Robin, es conocido por usar sus propios batarangs modificados llamados Wing-Dings, que tienen el estilo de un pájaro. Tim Drake, el tercer Robin, también posee su propio shuriken en forma de 'R'. En un número de Teen Titans (Vol. 3), Drake afirma que ocultó los costos de envío de un Batmobile desde Gotham City a San Francisco en "el presupuesto de batarang", que les dice a los demás es "más grande de lo que podrías pensar". La versión actual de Batwoman, que se introdujo en la continuidad 52, usa un batarang en miniatura. Catman también usa armas inspiradas en las de Batman y las llama "catarangs". Al igual que Robin, Anarky, un antagonista ocasional de Batman, también hace uso de shuriken formados después de su propio truco, el " círculo-a ".
Un pájaro arrojadizo, conocido coloquialmente como "Birdarang", es un arma arrojadiza con forma de pájaro utilizada por el superhéroe Robin de DC Comics como alternativa de ataque a distancia no letal a las armas de fuego. Al igual que con Batman, Robin puede lanzar su arma con un lanzador ubicado en la parte inferior de su brazo. También son utilizados por Robin en medios que no son de Batman, como Teen Titans Go! donde aparecen bajo el nombre de Birdarangs.
Ken Washio (el águila) de la serie de anime de 1972 Science Ninja Team Gatchaman (Battle of the Planets) también usa Birdarangs.

## En otros medios

### Televisión de acción en vivo
En las adaptaciones de la película de Batman, los batarangs mostrados coinciden aproximadamente con el logotipo de murciélago adaptado de la franquicia de la película respectiva. Después de la reacción contra la serie de televisión del campamento de Batman, la franquicia ha evitado caer en el uso excesivo de la percepción de murciélago prefijo, para lo cual fue criticado la serie 1960. Aunque ocupan un lugar destacado, los batarangs rara vez se mencionan por su nombre, a diferencia de Batcave y Batmobile.
La serie de televisión Birds of Prey también presenta batarangs. Sin embargo, estas versiones son circulares y llevan el símbolo Birds of Prey, en lugar de la forma tradicional de murciélago.
En el episodio "Nothing's Shocking" de la quinta y última temporada de Gotham, Bruce Wayne usa objetos afilados y los arroja a un enemigo similar a los batarangs, presagiando su apariencia completa más adelante en la temporada. Los batarangs aparecen oficialmente en el final de la serie "The Beginning...". En el episodio, Batman usa sus batarangs para derrotar a Jeremiah Valeska en Químicos Ace.
Kate usó los batarangs en la serie de televisión Batwoman.

### Películas de acción en vivo
El batarang usado en Batman era un bate de metal plegable atado a una línea y se usaba para atrapar las piernas de un enemigo y arrastrarlas manualmente hacia atrás. Batman Returns también presentó una versión computarizada que podría programarse para volar después de objetivos específicos. Batman Forever presentó dos tipos de batarangs: uno con una cuerda que atrapa a uno de los matones de Two-Face en el banco de Gotham City y un "Sonar Batarang" que usa el "Traje de Sonar" para destruir la Súper Caja y el edificio Nygmatech. Otros batarangs se ven en la Batcave, junto con el usado en Batman Returns, pero no se usan durante la película. Batarangs también apareció en Batman y Robin.

#### The Dark Knight trilogy
La película de 2005, Batman Begins, los mostraba como un simple shuriken con forma de murciélago, usado principalmente para la distracción en lugar de como armas, que encaja con la descripción de la película del entrenamiento de ninjas de Batman.
Mientras que The Dark Knight usa el batarang en sus carteles promocionales, no se lanza en la película. Como parte de las mejoras de Lucius Fox en el Batitraje, agrega cuchillas en el traje que sale disparado del brazo de Batman, que son similares al batarang. Para ganar influencia sobre su lucha con el Joker , Batman le dispara estas hojas, distrayéndolo y dándole la ventaja a Batman. Sus verdaderos batarangs solo se ven una vez durante la película; cuando Bruce Wayne guarda su traje después de decidir entregarse a la policía, se toma un minuto para recoger y mirar a uno de sus batarangs, y luego lo guarda con el resto de su equipo.
En The Dark Knight Rises no se muestran los batarangs tradicionales como se ve en Batman Begins y The Dark Knight, pero se usa un arma similar. Batman dispara dardos en forma de murciélago en miniatura a los secuaces de Bane que los dejan inconscientes.

#### Universo extendido de DC
- El Batarang aparece en Batman v Superman: Dawn of Justice. En la película, Batman deja batarangs cerca de las escenas del crimen después de haber terminado su trabajo como tarjeta de presentación, por ejemplo, después de que roba la kryptonita de los laboratorios de Lex Luthor, deja un batarang en el lugar donde estaba almacenada la kryptonita. También usa en combate, sin embargo, en lugar de desarmar a los criminales, los usa para apuñalar como un shuriken.
- En la Liga de la Justicia, Wayne lanza un Batarang a Barry Allen para mostrarle que está al tanto de su súper velocidad. Barry lo esquiva rápidamente y lo atrapa. Después de que Bruce le dice a Barry que está formando un equipo y Barry dice que se unirá, le pregunta a Bruce si puede quedarse con el Batarang que atrapó, debido a su admiración por él.
- Freddy Freeman es dueño de una réplica de Batarang en ¡Shazam!, lo que resulta útil ya que se arroja al Doctor Sivana en el clímax de la película, hiriéndolo y demostrando su vulnerabilidad humana sin los Siete Pecados Mortales.

### Animación

#### Universo animado de DC
En Batman: la serie animada, su uso de batarangs es omnipresente. El estándar tiene forma de media luna dentada. Una versión unida a una línea le permitió atrapar criminales, así como ascender y columpiarse desde los tejados, pero confiaba en su arma de agarre para el transporte.
Batman del futuro, otra serie animada, que tiene lugar 50 años en el futuro de Gotham City, tiene a un joven estudiante de secundaria vistiendo una versión de alta tecnología del Batitraje para convertirse en el nuevo Batman. Este traje, entre muchas otras características, tiene la capacidad de cargar automáticamente batarangs circulares plegables ultracompactos en la mano del usuario o dispararlos a través de la parte superior de la muñeca. Los batarangs son plegables y vienen en una variedad de formas, incluidas versiones eléctricas para derribar a Inque y versiones explosivas para demoler obstáculos.
En la serie de dibujos animados de la Liga de la Justicia, Batman empleó una variedad de Batarangs, incluidos Batarangs explosivos y variantes cargadas eléctricamente.

#### Otros dibujos animados
En la serie animada de los Jóvenes Titanes, Robin usa batarangs modificados similares a los de Nightwing para adultos, conocidos como birdarangs. Las mismas armas son utilizadas por la interpretación de Robin en The Batman. Robin también usa armas circulares tipo Batarang en la serie de televisión Young Justice.
En la serie animada Krypto, el superperro, Robbie the Robin usa armas cómicas llamadas beakerangs, que son proyectiles en miniatura que contienen una cantidad muy exagerada de espuma incapacitante púrpura. Ace, el Bati-sabueso dispara Batarangs desde su plataforma voladora.
En The Batman, una serie animada posterior, los batarangs se representan principalmente como armas arrojadizas futuristas revestidas con azul fluorescente y haciendo un zumbido distintivo mientras vuelan por el aire. También se muestran lo suficientemente afilados como para cortar tubos de metal. De vez en cuando, Batman también los ha usado en combates cuerpo a cuerpo (en un caso, durante la pelea con Clayface II, Batman colocó un batarang giratorio en su muñeca, convirtiéndolo en una sierra circular en miniatura improvisada). A pesar de los batarangs regulares, Batman usa varias otras variaciones, incluidos los batarangs de explosión, que explotan después de hacer contacto; electrocutar batarangs, que descargan una fuerte corriente eléctrica a través de una persona u objeto; y batarangs con un especial tecnológico virus, que infecta y desactiva una máquina o dispositivo, haciéndolo ineficaz. Además, Batman usa un batarang a control remoto muy especial, que es un poco más grande que las otras versiones, puede adherirse a cualquier superficie y tiene una cámara en miniatura de alta resolución. A pesar de ser futuristas, estos batarangs tienen las características más boomerang, y se muestra que regresan a la mano de Batman. En The Batman vs. Dracula, Alfred Pennyworth trató a algunos de los batarangs con ajo en preparación de la batalla del Caballero Oscuro con el Conde Drácula.
En Batman: The Brave and the Bold, los batarangs no se muestran como herramientas de lanzamiento futuristas de alta tecnología como en The Batman, sino como simples shuriken / boomerangs que usa para combatir el crimen (aunque se le ha visto usando batarangs explosivos, y en el caso del Caballero Fantasma, Nth metal batarangs.) Batman también ha demostrado ser capaz de convertir su símbolo de murciélago en un batarang, como se vio en el episodio piloto, "Rise of the Blue Beetle". Además, Owlman, la contraparte del universo paralelo de Batman, tiene un arma similar al batarang, sin embargo, el suyo, en lugar de girar a altas velocidades, vuela recto como un planeador.
En la serie Beware the Batman, los batarangs tienen una forma similar a la contraparte del universo Nolan con colores bronce y gris. Algunos son plegables. Otros emplean escáneres miniaturizados que permiten a Batman estudiar objetos potencialmente peligrosos desde lejos. Otros llevan cargas explosivas.
En Robot Chicken DC Comics Special III: Magical Friendship, en Robot Chicken de Universo DC, Batman le revela a Robin que creó un Batarang completamente de Kryptonita que planeaba usar para matar a Superman si alguna vez se volvía malvado como uno de los muchos métodos que utilizó. desarrollado para tratar con miembros de la Liga de la Justicia si alguna vez se volvían malvados. Más adelante en el especial, Batman apuñala la mitad kryptoniana del hombro de Superman compuesto con el Kryptonita Batarang para debilitarlo lo suficiente como para permitir que Superman lo derrote con un puñetazo en la ingle.

### Videojuegos
El Batarang fue un arma principal en Batman: The Caped Crusader. Se utilizó para trepar y columpiarse en Batman: The Movie.
Batman: Vengeance presenta batarangs regulares y electrificados como armas arrojadizas.
Lego Batman: el videojuego incluye batarangs (cada uno con un color), que pueden ser utilizados por cuatro personajes; Batman (negro y amarillo), Robin (rojo y verde), Batgirl (negro y amarillo) y Nightwing (rojo y verde).
En el videojuego Batman Begins, los Batarangs solo se usaban para interactuar con el entorno, con el fin de asustar a los secuaces.
El juego Game Boy Batman permitió la recolección y uso de hasta 3 Batarangs que se podían lanzar simultáneamente.

#### Batman: Arkham
En Batman: Arkham Asylum, Batman puede manejar un solo Batarang desde el principio, y el jugador tiene la oportunidad de desbloquear múltiples variaciones como Batarangs controlados a distancia y Sonic Batarangs. Además, la Edición Coleccionista del juego viene con un modelo Batarang de plástico de 14 "pegado a una base de exhibición. El Batarang aparece en la secuela, Batman: Arkham City, presentando una nueva variación, un Batarang inverso que puede dar vueltas atrás. un enemigo y atacar por la espalda. Batman: Arkham Knight, la tercera y última entrega de la trilogía Arkham de Rocksteady, también presenta el batarang con muchas de las mismas variantes y habilidades que se vieron en los dos juegos anteriores. Batman también tiene un nuevo Batarang llamado Bat Scanner que puede lanzar al aire alrededor de Gotham para escanear un área específica. La empresa de réplicas de juguetes y accesorios NECA produjo una réplica de batarang basada en el diseño de Arkham Knight, que se puede comprar a través del minorista de videojuegos Gamestop. Esta réplica de batarang se puede plegar en su bisagra central y abrir rápidamente con solo presionar un botón, y también tiene un panel de luz LED extraíble.